# 原信造
原 信造（はら しんぞう、1958年2月13日 - ）は、日本の財務・警察官僚。関東信越国税局長や、岡山県警察本部長を経て、ホテル、ニューグランド代表取締役会長兼社長、日本ホテル協会副会長。

## 人物・経歴
東京都出身。広島大学附属高等学校、東京大学法学部卒業。東大では剣道部に所属。1981年大蔵省入省。主税局調査課配属。豊岡税務署長、内閣官房内閣参事官（CIRO）などを経て、2006年7月28日関東財務局総務部長。2007年7月10日東北財務局長。2009年7月名古屋税関長。2010年7月30日関東財務局金融安定監理官。同年10月19日関東信越国税局長。2011年7月22日岡山県警察本部長。2013年9月大臣官房参事官。2014年退官、原地所代表取締役社長。2016年ホテル、ニューグランド取締役監査等委員。2018年ホテル、ニューグランド代表取締役会長。2019年ホテル、ニューグランド代表取締役会長兼社長、ケネディクス取締役。2021年日本ホテル協会常任理事。2023年日本ホテル協会副会長。

## 親族
原地所やホテル、ニューグランドの大株主である原美里（一橋大学商学部卒業後、セコム取締役、日本酸素ホールディングス取締役、一橋大学監事などを歴任）は妻。